# Gonzalo Pérez (statista)
Gonzalo Pérez (Segovia, 1500 – Madrid, 12 aprile 1566) è stato un politico spagnolo, segretario di Stato di Carlo I e Filippo II.

## Biografia
Era figlio di Bartolomé Pérez, segretario dell'Inquisizione di Logroño. La sua famiglia era benestante, dal momento che il padre donò diversi terreni e aziende agricole al Monastero di Huerta, che si trova tra Castiglia e Aragona. Questa famiglia era un tempo appartenuta alla piccola nobiltà.
Rispetto alla sua formazione accademica, uno dei suoi maestri fu Francisco de los Cobos y Molina. Studiò al Colegio Mayor de Oviedo dell'Università di Salamanca. Nel 1538, il cardinale Pietro Bembo gli concesse il titolo di cappellano di Carlo I e arcidiacono di Villena. Successivamente, il re di Spagna e imperatore del Sacro Romano Impero, Carlo V, lo nominò suo segretario personale e consigliere di suo figlio Filippo II.
Nella sua veste di segretario personale, accompagnò Filippo II per il suo matrimonio con Maria del Portogallo nel 1543. Successivamente, nel 1547, si recò alle Cortes di Monsoon. Nello stesso anno fu arcidiacono di Sepulveda. Dopo l'abdicazione di Carlo V, il re concesse a Gonzalo Perez, in pagamento dei suoi molti servizi alla Corona, l'abbazia di San Isidoro de Leon. Nella sua attività diplomatica accompagnò Filippo II nelle Fiandre alla Dieta di Augusta e nel 1554 in Inghilterra.
Su interessamento del governatore delle Fiandre, Margherita d'Austria e del cardinale Granvela era stato promosso al capitolo, ma quando Filippo II ne venne a conoscenza, scrisse al Papa per impedire la nomina, in quanto non intendeva perdere il suo segretario.
Era il padre del noto Antonio Pérez, che fu anche lui segretario di Stato con Filippo II. I suoi detrattori gli attribuirono questa paternità dopo essere stato ordinato chierico. Alcuni autori attribuiscono la paternità al Principe di Eboli, che successivamente si sposò, e ipotizzano che si trattò di un favore personale fatto dal Pérez al noto aristocratico.
Tradusse in spagnolo, per la prima volta, in maniera completa un'opera di Omero: l'Odissea, pubblicata nel 1550 a Salamanca e Anversa i canti I-XIII (ristampati tre anni dopo) e nel 1556 l'opera completa ad Anversa. Un'edizione rivista fu pubblicata nel 1562 a Venezia (ristampata nel 1767).
Come letterato appare nel Catalogo del Diccionario de Autoridades de la Lengua Castellana. Del suo genio letterario esistono diverse prove, come un sonetto scritto in occasione della morte di Dona Marina de Aragon, dama di compagnia dell'imperatrice Elisabetta, che si dice sia morta di mal d'amore in tenera età.